# Robert Delaunay
Robert Delaunay (12 d'abril del 1885 a París - 25 d'octubre del 1941 a Montpeller) fou un pintor francès. Marit de Sonia Terk Delaunay, va ser un dels pioners de l'art abstracte a principis del segle xx.

## Biografia
Després de la seva formació com a escenògraf, cap a 1905 es va interessar pels postimpressionistes Gauguin i Seurat i pels estudis sobre el color de Michel-Eugène Chevreul.
El 1912, va abandonar el cubisme, amb les seves formes geomètriques i colors monocromàtics, per a embarcar-se en un nou estil, l'orfisme, que es va centrar en les formes circulars i en els colors brillants. La seva sèrie Finestres (1912) va constituir un dels primers exemples d'un art abstracte i cultural total i una important referència en l'art modern.
El seu amor pel ritme i el moviment el dugueren a realitzar diverses sèries de quadres basats en esdeveniments esportius, com Esprintadors (1924 - 1926), que van culminar en impressionants obres abstractes centrades en el ritme, com les seves últimes sèries Ritmes i Ritmes eterns.

## Obres
- Finestres obertes simultàniament
- Ritmes
- Torre Eiffel
- Natura morta amb un lloro
- L'equip de Cardiff